# عدو الكلس

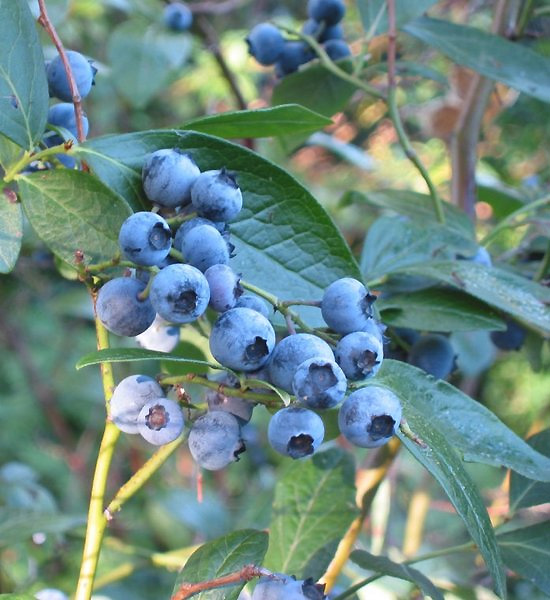

كارِه الكلس أو عدو الكلس (بالإنجليزية: Calcifuge)‏، هي النباتات التي لا تتفاعل مع التربة القلوية. وهي النباتات التي تنمو بشكلٍ أفضل في التربة الحمضية. وهي أكثر من 50 نوعاً من النباتات.
- إلف الكلس